# Clyde Hare
Clyde W. Red Hare, Jr. (* 11. Juli 1927 in Bloomington, Indiana; † 14. Oktober 2009) war ein US-amerikanischer Fotograf, der über einen Zeitraum von mehr als fünf Jahrzehnten die städtebauliche Entwicklung und das kulturelle Leben von Pittsburgh dokumentierte. Seine Werke sind in zahlreichen renommierten Sammlungen vertreten.

## Leben
Clyde Hare wurde 1927 in Bloomington, Indiana, geboren. Während seines Militärdienstes in den letzten Jahren des Zweiten Weltkriegs diente er in der US-Marine auf einem U-Boot-Tender und begann in dieser Zeit, sich für Fotografie zu interessieren. Er unterrichtete Patienten in einem Marinekrankenhaus im Umgang mit Kameras als Teil ihrer Rehabilitation. Nach dem Krieg absolvierte er ein Studium des Marketings an der Indiana University in Bloomington und belegte gleichzeitig Kurse im neu eingerichteten Studiengang für künstlerische Fotografie unter der Leitung von Henry Holmes Smith. Seine freiberuflichen Fotografien erschienen in verschiedenen nationalen Magazinen. 1950 zog Clyde Hare nach Pittsburgh, um für das Pittsburgh Photographic Library (PPL)-Projekt unter der Leitung von Roy Stryker die städtische Erneuerung der Stadt zu dokumentieren. Nach Abschluss dieses Projekts arbeitete er weiterhin als freiberuflicher Fotograf für Magazine wie Life, Fortune und Time. Clyde Hare verstarb am 14. Oktober 2009. Neben seiner fotografischen Tätigkeit lehrte Hare von 1968 bis 1981 Visuelle Kommunikation an der Carnegie Mellon University und war bis 2007 als Gastdozent tätig.

## Werk
Clyde Hares fotografisches Werk konzentrierte sich hauptsächlich auf die Dokumentation der Transformation Pittsburghs während der 1950er Jahre und darüber hinaus. Seine Arbeiten zeigen sowohl die industrielle Landschaft als auch das alltägliche Leben der Stadtbewohner. 1958 war er der erste lokale Fotograf, dem eine Einzelausstellung im renommierten Carnegie Institute gewidmet wurde. Seine Fotografien wurden in zahlreichen weiteren Ausstellungen präsentiert und sind Teil permanenter Sammlungen, darunter die der National Portrait Gallery in Washington D.C., des Museum of Modern Art in New York City und des Carnegie Museum of Art in Pittsburgh.